# Серия терактов в Дели 13 сентября 2008 года
Серия терактов в Дели 13 сентября 2008 года — серия из пяти синхронизированных взрывов бомб, происшедших в течение нескольких минут 13 сентября 2008 года в различных точках столицы Индии Дели. Первая бомба взорвалась в 12:40 UTC следом за ней взорвались четыре остальных. Взрывы унесли жизни по крайней мере 30 и ранили не менее ста человек.

## Детали

Первая бомба сработала в торговом квартале «Коннот-Плейс», второй взрыв серии прозвучал на людной улице в районе «Грейтер Кайлаш», третья бомба сработала неподалёку от квартала «Кароль Баг». Последние две — на парковке одного из торговых центров.
В ходе розыскных работ полицией были обнаружены четыре неразорвавшиеся бомбы: в Центральном сквере, у входа в кинотеатр «Ригал», рядом с памятником «Ворота Индии» и неподалёку от здания парламента.
Ответственность за теракты взяла на себя радикальная исламская группировка «Индийские моджахеды».